# Social bookmarking
Social bookmarking (z ang. zakładki społecznościowe) - gromadzenie odnośników (zakładek) do stron internetowych w ramach społeczności internetowej. Odnośniki organizowane są przy pomocy metadanych, najczęściej w formie etykietek / tagów. Pierwszym serwisem social bookmarking był del.icio.us (obecnie delicious.com).
Serwis social bookmarking działa zwykle w następujący sposób: zalogowany użytkownik zapisuje adres strony internetowej, ręcznie albo przy pomocy skryptozakładki, następnie wybiera słowa kluczowe (tagi), którymi oznacza ten adres. Jeśli inni użytkownicy serwisu już oznaczyli ten adres jakimiś słowami, wtedy są one podpowiadane tej osobie. Efektem społecznego tagowania jest system organizacji zwany folksonomią.